# Dipseudopsis wittei
Dipseudopsis wittei är en nattsländeart som beskrevs av Navás 1930. Dipseudopsis wittei ingår i släktet Dipseudopsis och familjen Dipseudopsidae. Inga underarter finns listade i Catalogue of Life.